# HD 107146
HD 107146 är en ensam stjärna, belägen i den södra delen av stjärnbilden Berenikes hår. Den har en skenbar magnitud av ca 7,03 och kräver åtminstone en handkikare för att kunna observeras. Baserat på parallaxmätning inom Hipparcosuppdraget på ca 36,4 mas, beräknas den befinna sig på ett avstånd på ca 90 ljusår (ca 28 parsek) från solen. Den rör sig bort från solen med en heliocentrisk radialhastighet på ca 2 km/s.

## Egenskaper

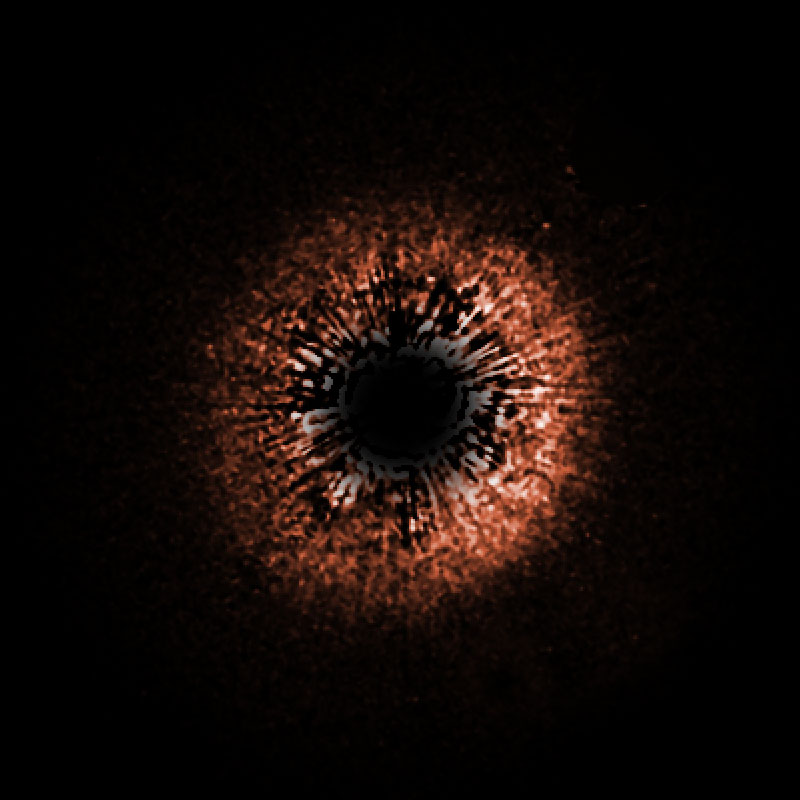
En bild i falska färger visar HD 107146s fragmentskiva. Skivans högra sida är ljusare på grund av skivans lutning mot siktlinjen och spridning av ljuset från stjärnan.

HD 107146 är en gul till vit stjärna i huvudserien av spektralklass G2 V, vilket betyder att den genererar energi genom termonukleär fusion av väte i dess kärna. Den har en massa som är ca 1,1 solmassa, en radie som är ungefär lika med en solradie och utsänder från dess fotosfär omkring 10 procent mera energi än solen vid en effektiv temperatur av ca 5 900 K och därför betraktas den som en solliknande stjärma.
År 2004 riktade man Rymdteleskopet Hubble mot HD 107146 och då upptäckte man en stoftskiva. Stjärnan kan ha ett planetsystem och är mellan 80 och 200 miljoner år gammal. År 2003 observerade astronomer överskottet av infraröd strålning och submillimeterstrålning som bekräftar en omgivande stoftskiva, vilket var första gången ett sådant softfenomen noterats kring en stjärna av liknande spektraltyp som solen, även om de har en mycket lägre ålder. En analys publicerad 2009 tyder på eventuell närvaro av en planet på ett avstånd av 45-75 AE från stjärnan.